# یواس‌اس کلرادو (اس‌اس‌ان-۷۸۸)
یواس‌اس کلرادو (اس‌اس‌ان-۷۸۸) (به انگلیسی: USS Colorado (SSN-788)) یک زیردریایی است که طول آن 114.9 meters (377 feet) می‌باشد.